# Worms 2
Ne doit pas être confondu avec Worms 2: Armageddon.
Worms 2 est un jeu vidéo d'artillerie développé par Team17.
Il s'agit de la suite de Worms.

## Système de jeu
Le gameplay est basique : chaque équipe (de 1 à 8 vers de terre) bouge au tour par tour dans un terrain à 2 dimensions. Pendant son tour, le joueur peut seulement bouger un ver de son équipe (sauf s'il possède l'objet permettant de sélectionner n'importe quel membre de son équipe). Le ver peut avancer et sauter, mais aussi (à l'aide des objets appropriés) se balancer avec une corde, se parachuter, se téléporter, et même pratiquer le saut à l'élastique. L'objectif des matchs typiques est de tuer tous les vers des équipes adverses, cependant lors de la campagne certaines missions ont d'autres objectifs. Chaque ver commence le tour avec un certain montant de vie (Prédéfini dans les options de jeu ou scripté dans la campagne). Lorsque des dégâts sont occasionnés, le ver perd un certain montant de vie dépendant du type d'arme, de sa puissance et de la zone d'impact. Le ver peut mourir si son montant de vie est égal à 0 ou s'il tombe dans l'eau.
Le jeu a gardé les mêmes règles que dans le premier Worms, il faut contrôler une armée de vers de terre et combattre à l'aide d'armes telles que le bazooka, la dynamite, les grenades et les bombes bananes. Ce sont les armes basiques utilisées pour battre les équipes adverses.
Le jeu comporte un nouveau style graphique, proche du cartoon. Si vous installez le Snatch*Patch, vous pourrez jouer à un mode en ligne intitulé Roping. Roping est une version de Worms ou chaque joueur a une limite de temps (entre 9 et 15 secondes) et ne peut utiliser que la corde (en quantité infinie) pour se balancer. Seuls les mines, bazookas et grenades peuvent occasionner des dégâts. Au sommet de sa popularité, environ 200 personnes jouaient en ligne.

### Les Armes
Le jeu inclut une grande collection d'armes, des projectiles, des explosifs, mais aussi des frappes aériennes. Certaines sont de vraies armes, comme le fusil, le bazooka, et la grenade. D'autres sont totalement imaginaires, comme le mouton servant comme explosif mobile.
Dans un match normal, toutes les équipes débutent avec les mêmes armes. Certaines armes peuvent ne pas être disponibles avant un certain nombre de tours, cela dépend des options de jeu. Des armes additionnelles peuvent être parachutées aléatoirement sur le terrain.
En plus des armes normales, chaque équipe dispose d'une arme spéciale disponible après un certain nombre de tours. L'arme spéciale est plus performante que les armes standards et offre des possibilités spéciales. Ces armes sont basées sur des thèmes cartoon (Comme le super mouton) et sont redoutablement efficaces.

## Création

### La Création d'équipe
Le jeu offre la possibilité aux joueurs de créer sa propre équipe. Chaque équipe a un nom unique et chaque ver possède un nom différent (choisi par le joueur). Le joueur choisit l'arme spéciale, la tombe, le drapeau, la musique de victoire et la voix de ses vers.

### La création de niveau
Le jeu inclut un générateur de niveau aléatoire et un éditeur de niveau basique qui permet de créer à l'aide d'un pinceau le terrain.
Il existe aussi un importateur de niveau plus complexe qui permet à l'utilisateur d'importer des niveaux plus complexes que le jeu converti en niveau jouable.